# Hot Space Tour
Die Hot Space Tour war eine weltweite Konzerttournee der britischen Rockband Queen, die von April bis November 1982 stattfand und mit der Promotion ihres Albums Hot Space (1982) verbunden war. Dabei gab die Band insgesamt 69 Konzerte in Europa, Nordamerika und Asien.

## Hintergrund
Obwohl das Album Hot Space erst am 21. Mai 1982 veröffentlicht wurde, startete die Welttournee zu diesem Album bereits einige Wochen zuvor am 9. April 1982 in Göteborg. In den folgenden zwei Monaten gaben Queen insgesamt 30 Konzerte in den großen Städten Westeuropas und im Vereinigten Königreich. Da Hot Space deutlich größere Synthiepop-Einflüsse als frühere Queen-Alben besaß, setzten Queen erstmals bei einer Tournee einen zusätzlichen Gastmusiker für die Begleitung an den Tasteninstrumenten ein. In Europa spielte der ehemalige Mott-the-Hoople-Keyboarder Morgan Fisher mit ihnen, für die Etappen in Nordamerika und Asien wurde der Kanadier Fred Mandel verpflichtet, der zuvor mit Alice Cooper und Pink Floyd zusammengearbeitet hatte und sich später auch am nächsten Queen-Album The Works sowie an Brian Mays Star Fleet Project und Freddie Mercurys erstem Soloalbum Mr. Bad Guy beteiligte. Auch Queen-Bassist John Deacon war bei diesen Konzerten erstmals an der Gitarre zu sehen, u. a. bei dem Lied Staying Power.
Da Hot Space von den Fans der Gruppe mit gemischten Gefühlen aufgenommen wurde, spielten Queen die Songs dieses Albums bei den Konzerten der Tour deutlich rockiger und gitarrenlastiger.
Am europäischen Tourplan wurden mehrere Änderungen vorgenommen. Die erste Änderung war die Absage eines geplanten Konzerts in der Royal Albert Hall in London, da der Veranstaltungsort für das Gewicht der Bühnenbeleuchtung nicht geeignet war. Die zweite Änderung waren zwei verschobene Konzerte in England aufgrund möglicher Lärmbeschwerden von Anwohnern. Das Konzert in Leeds sollte ursprünglich im Old Trafford in Manchester und das Konzert in Milton Keynes sollte im Arsenal Stadium in London stattfinden. Um Staus auf den Straßen nach Milton Keynes zu vermeiden, reiste die Band mit dem Hubschrauber an.
Nur acht Monate nachdem die Band im Forum in Montréal zwei Konzerte für ihren Konzertfilm Queen – We Will Rock You filmen ließ, kehrte sie dorthin zurück, um dort am 21. Juli 1982 die zweite Touretappe durch Nordamerika zu beginnen. Im Vorprogramm dieser Konzerte trat Billy Squier mit seiner Band auf. Zwischen Squier und Queen bestand bereits eine enge Freundschaft, so wirkten beispielsweise Freddie Mercury und Roger Taylor gemeinsam auf Squiers Album Emotions in Motion auf, das im Sommer 1982 zu Beginn der gemeinsamen Tour erschien und von Reinhold Mack, dem Produzenten der Queen-Alben The Game und Hot Space, produziert wurde.
Obwohl Hot Space an den Erfolg des Vorgängeralbums The Game in den USA nicht vollständig anknüpfen konnte, war die Nordamerika-Tour für Queen dennoch ein großer Erfolg. Um der Nachfrage gerecht zu werden, spielte die Band oftmals zwei Shows an einem Ort, so z. B. in Toronto, Chicago, Los Angeles und New York City. Gleichzeitig markierte dieser Tourabschnitt das letzte Mal, dass Queen in ihrer klassischen Viererbesetzung in Nordamerika auftraten, da den Singleauskopplungen der nächsten beiden Alben dort keine großen Erfolge gelangen.
Mit der letzten Touretappe durch Japan ging die Hot Space Tour schließlich in ihre letzte Runde. Zu dem Konzert im Hankyu-Stadion in Nishinomiya am 24. Oktober 1982 kamen geschätzte 40.000 Zuschauer, die bis dato größte Zuschaueranzahl eines Queen-Konzertes in Japan. Ebenfalls ein Publikumserfolg wurde das Abschlusskonzert der Tour am 3. November 1982 im Seibu-Lions-Stadion in Tokorozawa mit circa 35.000 Zuschauern.
Nachdem Queen zwischen 1974 und 1982 fast jährlich ein Album herausgebracht und eine Tournee absolviert hatten, beschlossen sie für das Jahr 1983 zunächst als Gruppe zu pausieren und widmeten sich vorwiegend Solo-Projekten.

## Liveaufnahmen
BBC Channel 4 zeichnete das Konzert in Milton Keynes am 5. Juni 1982 für ein Fernsehspecial auf, das im Januar 1983 ausgestrahlt wurde. Das vollständige Konzert erschien schließlich im Oktober 2004 auf CD und DVD unter dem Titel Queen on Fire – Live at the Bowl. In Japan erschien eine Aufzeichnung des Abschluss-Konzertes in Tokorozawa unter dem Titel Queen: Live in Japan, diese enthielt jedoch nur einen Ausschnitt von 60 Minuten.

## Setlist

### Setlist Europa (April – Juni 1982)
- Intro (Flash’s Theme)
- The Hero
- Tie Your Mother Down oder Sheer Heart Attack oder We Will Rock You (fast version)
- Liar (selten)
- Action This Day
- Play the Game
- Staying Power
- Back Chat (selten)
- Somebody to Love
- Get Down, Make Love
- Instrumental Inferno
- Body Language (selten)
- Under Pressure
- Love of My Life
- Save Me
- Fat Bottomed Girls
- Crazy Little Thing Called Love
- Mustapha (excerpt) oder Death on Two Legs (excerpt) (selten)
- Bohemian Rhapsody
- Now I’m Here
- Dragon Attack
- Now I’m Here (reprise)
- Another One Bites the Dust
- Sheer Heart Attack oder Tie Your Mother Down
- Not Fade Away (nur in Stockholm)
- We Will Rock You
- We Are the Champions
- Outro (God Save the Queen)

### Setlist Nordamerika (Juli – September 1982)
- Intro (Flash’s Theme)
- Rock It (Prime Jive)
- We Will Rock You (fast version)
- Action This Day
- Play the Game
- Staying Power oder Somebody to Love
- Now I’m Here
- Put Out the Fire (nicht immer)
- Dragon Attack
- Now I’m Here (reprise)
- Save Me
- Calling All Girls
- Back Chat
- Get Down, Make Love
- Instrumental Inferno
- Body Language
- Under Pressure
- Life Is Real (Song for Lennon) (nicht immer)
- Fat Bottomed Girls
- Crazy Little Thing Called Love
- Bohemian Rhapsody
- Tie Your Mother Down
- Another One Bites the Dust
- We Will Rock You
- We Are the Champions
- Outro (God Save the Queen)

### Setlist Japan (Oktober – November 1982)
- Intro (Flash’s Theme)
- The Hero oder Rock It (Prime Jive)
- We Will Rock You (fast version)
- Action This Day
- Play the Game
- Somebody to Love (nicht immer)
- Calling All Girls
- Back Chat (nicht immer)
- Now I’m Here
- Put Out the Fire
- Dragon Attack
- Now I’m Here (reprise)
- Love of My Life
- Save Me
- Get Down, Make Love
- Instrumental Inferno
- Body Language
- Under Pressure
- Fat Bottomed Girls
- Crazy Little Thing Called Love
- Spread Your Wings (excerpt) oder Death on Two Legs (excerpt) (selten)
- Bohemian Rhapsody
- Tie Your Mother Down
- Teo Torriatte (Let Us Cling Together)
- Another One Bites the Dust
- Saturday Night’s Alright for Fighting oder Jailhouse Rock oder Whole Lotta Shakin’ Goin’ On
- We Will Rock You
- We Are the Champions
- Outro (God Save the Queen)

## Tourdaten
| Nr.                 | Datum              | Stadt             | Land               | Veranstaltungsort                  |                |
| Leg 1 – Europa      | Leg 1 – Europa     | Leg 1 – Europa    | Leg 1 – Europa     | Leg 1 – Europa                     | Leg 1 – Europa |
| ------------------- | ------------------ | ----------------- | ------------------ | ---------------------------------- | -------------- |
| 1                   | 9. April 1982      | Göteborg          | Schweden           | Scandinavium                       |                |
| 2                   | 10. April 1982     | Stockholm         | Schweden           | Johanneshovs Isstadion             |                |
| 3                   | 12. April 1982     | Drammen           | Norwegen           | Drammenshallen                     |                |
| 4                   | 16. April 1982     | Zürich            | Schweiz            | Hallenstadion                      |                |
| 5                   | 17. April 1982     | Zürich            | Schweiz            | Hallenstadion                      |                |
| 6                   | 19. April 1982     | Paris             | Frankreich         | Palais des Sports                  |                |
| 7                   | 20. April 1982     | Lyon              | Frankreich         | Palais des Sports                  |                |
| 8                   | 22. April 1982     | Brüssel           | Belgien            | Forest National                    |                |
| 9                   | 23. April 1982     | Brüssel           | Belgien            | Forest National                    |                |
| 10                  | 24. April 1982     | Leiden            | Niederlande        | Groenoordhal                       |                |
| 11                  | 25. April 1982     | Leiden            | Niederlande        | Groenoordhal                       |                |
| 12                  | 28. April 1982     | Frankfurt am Main | Deutschland        | Festhalle                          |                |
| xx                  | 29. April 1982     | Frankfurt am Main | Deutschland        | Festhalle                          |                |
| 13                  | 1. Mai 1982        | Dortmund          | Deutschland        | Westfalenhalle                     |                |
| 14                  | 3. Mai 1982        | Paris             | Frankreich         | Palais des Sports                  |                |
| 15                  | 5. Mai 1982        | Hannover          | Deutschland        | Eilenriedehalle                    |                |
| 16                  | 6. Mai 1982        | Köln              | Deutschland        | Sporthalle                         |                |
| 17                  | 7. Mai 1982        | Köln              | Deutschland        | Sporthalle                         |                |
| 18                  | 9. Mai 1982        | Würzburg          | Deutschland        | Carl-Diem-Halle                    |                |
| 19                  | 10. Mai 1982       | Böblingen         | Deutschland        | Sporthalle                         |                |
| 20                  | 12. Mai 1982       | Wien              | Osterreich         | Stadthalle                         |                |
| 21                  | 13. Mai 1982       | Wien              | Osterreich         | Stadthalle                         |                |
| 22                  | 15. Mai 1982       | Berlin            | Deutschland        | Waldbühne                          |                |
| 23                  | 16. Mai 1982       | Hamburg           | Deutschland        | Ernst-Merck-Halle                  |                |
| 24                  | 18. Mai 1982       | Kassel            | Deutschland        | Eissporthalle                      |                |
| 25                  | 21. Mai 1982       | München           | Deutschland        | Olympiahalle                       |                |
| 26                  | 22. Mai 1982       | München           | Deutschland        | Olympiahalle                       |                |
| 27                  | 29. Mai 1982       | Leeds             | England            | Elland Road                        |                |
| 28                  | 1. Juni 1982       | Edinburgh         | Schottland         | Royal Highland Centre              |                |
| 29                  | 2. Juni 1982       | Edinburgh         | Schottland         | Royal Highland Centre              |                |
| 30                  | 5. Juni 1982       | Milton Keynes     | England            | Concert Bowl                       |                |
| Leg 2 – Nordamerika |                    |                   |                    |                                    |                |
| 31                  | 21. Juli 1982      | Montréal          | Kanada             | Forum                              |                |
| 32                  | 23. Juli 1982      | Boston            | Vereinigte Staaten | Boston Garden                      |                |
| 33                  | 24. Juli 1982      | Philadelphia      | Vereinigte Staaten | Spectrum                           |                |
| 34                  | 25. Juli 1982      | Landover          | Vereinigte Staaten | Capital Center                     |                |
| 35                  | 27. Juli 1982      | New York City     | Vereinigte Staaten | Madison Square Garden              |                |
| 36                  | 28. Juli 1982      | New York City     | Vereinigte Staaten | Madison Square Garden              |                |
| 37                  | 31. Juli 1982      | Richfield         | Vereinigte Staaten | Coliseum                           |                |
| 38                  | 2. August 1982     | Toronto           | Kanada             | Maple Leaf Gardens                 |                |
| 39                  | 3. August 1982     | Toronto           | Kanada             | Maple Leaf Gardens                 |                |
| 40                  | 5. August 1982     | Indianapolis      | Vereinigte Staaten | Market Square Arena                |                |
| 41                  | 6. August 1982     | Detroit           | Vereinigte Staaten | Joe Louis Arena                    |                |
| 42                  | 7. August 1982     | Cincinnati        | Vereinigte Staaten | Riverfront Coliseum                |                |
| 43                  | 9. August 1982     | East Rutherford   | Vereinigte Staaten | Brendan Byrne Arena                |                |
| 44                  | 10. August 1982    | New Haven         | Vereinigte Staaten | Veterans Memorial Coliseum         |                |
| 45                  | 13. August 1982    | Hoffman Estates   | Vereinigte Staaten | Poplar Creek Music Theater         |                |
| 46                  | 14. August 1982    | Hoffman Estates   | Vereinigte Staaten | Poplar Creek Music Theater         |                |
| 47                  | 15. August 1982    | St. Paul          | Vereinigte Staaten | Civic Center                       |                |
| 48                  | 19. August 1982    | Biloxi            | Vereinigte Staaten | Mississippi Coast Coliseum         |                |
| 49                  | 20. August 1982    | Houston           | Vereinigte Staaten | The Summit                         |                |
| 50                  | 21. August 1982    | Dallas            | Vereinigte Staaten | Reunion Arena                      |                |
| 51                  | 24. August 1982    | Atlanta           | Vereinigte Staaten | The Omni                           |                |
| 52                  | 27. August 1982    | Oklahoma City     | Vereinigte Staaten | Myriad Convention Center           |                |
| 53                  | 28. August 1982    | Kansas City       | Vereinigte Staaten | Kemper Arena                       |                |
| 54                  | 30. August 1982    | Denver            | Vereinigte Staaten | McNichols Sports Arena             |                |
| 55                  | 2. September 1982  | Portland          | Vereinigte Staaten | Memorial Coliseum                  |                |
| 56                  | 3. September 1982  | Seattle           | Vereinigte Staaten | Center Coliseum                    |                |
| 57                  | 4. September 1982  | Vancouver         | Kanada             | Pacific Coliseum                   |                |
| 58                  | 7. September 1982  | Oakland           | Vereinigte Staaten | Coliseum Arena                     |                |
| 59                  | 10. September 1982 | Phoenix           | Vereinigte Staaten | Arizona Veterans Memorial Coliseum |                |
| 60                  | 11. September 1982 | Irvine            | Vereinigte Staaten | Irvine Meadows Amphitheatre        |                |
| 61                  | 12. September 1982 | Irvine            | Vereinigte Staaten | Irvine Meadows Amphitheatre        |                |
| 62                  | 14. September 1982 | Inglewood         | Vereinigte Staaten | The Forum                          |                |
| 63                  | 15. September 1982 | Inglewood         | Vereinigte Staaten | The Forum                          |                |
| Leg 3 – Asien       |                    |                   |                    |                                    |                |
| 64                  | 19. Oktober 1982   | Fukuoka           | Japan              | Kyuden Kinen Gymnasium             |                |
| 65                  | 20. Oktober 1982   | Fukuoka           | Japan              | Kyuden Kinen Gymnasium             |                |
| 66                  | 24. Oktober 1982   | Nishinomiya       | Japan              | Hankyu Nishinomiya Stadium         |                |
| 67                  | 26. Oktober 1982   | Nagoya            | Japan              | International Exhibition Hall      |                |
| 68                  | 29. Oktober 1982   | Sapporo           | Japan              | Tsukisamu Dome                     |                |
| 69                  | 3. November 1982   | Tokorozawa        | Japan              | Seibu Lions Stadium                |                |

## Band
- Freddie Mercury: Gesang, Klavier, Gitarre bei Crazy Little Thing Called Love
- Brian May: Gitarre, Hintergrundgesang, Klavier
- Roger Taylor: Schlagzeug, Percussion, Hintergrundgesang
- John Deacon: Bass, Hintergrundgesang, Gitarre bei Staying Power
- Morgan Fisher (April bis Juni 1982): Keyboards, Klavier
- Fred Mandel (Juli bis November 1982): Keyboards, Klavier